# Lotus 91
A Lotus 91 egy Formula–1-es versenyautó, amelyet a Team Lotus tervezett és versenyeztetett az 1982-es Formula–1 világbajnokság során. Pilótái Elio de Angelis és Nigel Mansell voltak, illetve az utóbbit egy-egy verseny erejéig helyettesítő Roberto Moreno és Geoff Lees.

## Áttekintés
Néhány sikertelen évet követően, melyek során kísérleti vagy kevésbé versenyképes autókat vetett be a Lotus, ismét tiszta lappal kezdték a fejlesztést. Ezúttal a Williams FW07 és a betiltott ikerkasztnis Lotus 88 képezték a tervek alapjait. A jól bevált Cosworth DFV motor és a hozzá kapcsolódó Hewland váltó nem volt túlbonyolított szerkezet és könnyű volt karbantartani is. A Brabham csapatot utánozva a Lotus bevetette a szénbetétes fékeket is, ami jelentős javulással járt.
Colin Chapman behatóan tanulmányozta a különféle kompozitanyagokat, ennek köszönhetően a Lotus 91 kasztnija szénszálas kevlár anyagból készült, a McLaren MP4/1 után másodikként bemutatkozva  Formula–1-es versenyen ezt az anyagot használva. Igaz, a Lotus 88 is ebből az anyagból készült, de azt betiltották, így sosem versenyzett élesben.
Peter Warr irányítása alatt a csapat azon volt, hogy az autó minél versenyképesebb legyen. Ennek érdekében a kasztni minél könnyebbre készült, hogy fel tudják venni a versenyt a turbómotoros autókkal, és ugyanezért a motoron is módosításokat végeztek. A maximális leszorítóerő érdekében az oldaldobozok egészen az autó hátuljáig nyúltak. A Lotus 91-es elég érzékeny volt a leszorítóerő változásaira, így viszonylag nehéz volt vezetni.
A 91-es képezte utódjának, a 92-esnek az alapját, amelyet már hidropneumatikus aktív felfüggesztéssel szereltek, továbbá mivel a szívóhatás (ground effect) kihasználását a következő évtől betiltották, ezért ez volt a csapat utolsó ilyen autója. Ez volt az utolsó autók egyike, melynek tervezésében Colin Chapman közreműködött, halála előtt.
Elio de Angelis egyszer tudott győzni az autóval, mégpedig Ausztriában, a legutolsó körben átvéve a vezetést Keke Rosbergtől. Ő úgy vélte, hogy leginkább az igazán gyors pályákon jó konstrukció. Ezt leszámítva Mansell Brazíliában állt még vele dobogóra. Hollandiában Mansellt Roberto Moreno helyettesítette, aki nem tudott kvalifikálni, a francia nagydíjon pedig Geoff Lees volt a helyettese. A San Marinó-i nagydíjat a FISA-FOCA háború miatt a csapat teljes egészében kihagyta. A csapat ötödik lett a konstruktőri összetettben.

## Eredmények
(félkövérrel jelölve a pole pozíció, dőlt betűvel a leggyorsabb kör)
| Év   | Csapat                 | Motor             | Gumik | Pilóták         | 1   | 2   | 3   | 4   | 5   | 6   | 7   | 8   | 9   | 10  | 11  | 12  | 13  | 14  | 15  | 16  | Pontok | Helyezés |
| ---- | ---------------------- | ----------------- | ----- | --------------- | --- | --- | --- | --- | --- | --- | --- | --- | --- | --- | --- | --- | --- | --- | --- | --- | ------ | -------- |
| 1982 | John Player Team Lotus | Ford-Cosworth DFV | G     |                 | RSA | BRA | USW | SMR | BEL | MON | DET | CAN | NED | GBR | FRA | GER | AUT | SUI | ITA | CPL | 30     | 5.       |
| 1982 | John Player Team Lotus | Ford-Cosworth DFV | G     | Nigel Mansell   |     | 3   | 7   |     | KI  | 4   | KI  | KI  |     | KI  |     | 9   | KI  | 8   | 7   | KI  | 30     | 5.       |
| 1982 | John Player Team Lotus | Ford-Cosworth DFV | G     | Elio de Angelis |     | KI  | 5   |     | 4   | 5   | KI  | 4   | KI  | 4   | KI  | KI  | 1   | 6   | KI  | KI  | 30     | 5.       |
| 1982 | John Player Team Lotus | Ford-Cosworth DFV | G     | Roberto Moreno  |     |     |     |     |     |     |     |     | NK  |     |     |     |     |     |     |     | 30     | 5.       |
| 1982 | John Player Team Lotus | Ford-Cosworth DFV | G     | Geoff Lees      |     |     |     |     |     |     |     |     |     |     | 12  |     |     |     |     |     | 30     | 5.       |

## Fordítás
Ez a szócikk részben vagy egészben  a   Lotus 91 című angol Wikipédia-szócikk ezen változatának fordításán alapul.  Az eredeti cikk szerkesztőit annak laptörténete sorolja fel. Ez a jelzés csupán a megfogalmazás eredetét és a szerzői jogokat jelzi, nem szolgál a cikkben szereplő információk forrásmegjelöléseként.